# Rabb.it
Rabbit (també coneguda com a Rabb.it solia ser una aplicació i pàgina web de vídeo streaming. Va ser llançada el 2014, amb seu a Califòrnia, Estats Units. Els seus serveis permetien que diferents persones múltiples navegessin la web i miressin el mateix contingut a remotely browse i mirar el mateix contingut en temps.
El funcionament de la pàgina era aquest:
En primer lloc, un amfitrió creava una sala pública (apareixent, per tant, en la pàgina d'inici i permetent l'entrada lliure) o privada (convidant a certs usuaris). S'hi compartien arxius emprant un ordinador virtual, l'anomenat "Rabbitcast", o utilitzant l'extensió de Google Chrome "Compartir en Rabbit". El contingut disposat per l'amfitrió era reproduït per a la resta dels participants de la sala, juntament amb àudio i vídeo i l'opció d'enviar missatges de text o ralitzar videotrucades al llarg de la projecció.
A diferència d'altres pàgines d'streaming populars (com poden ser YouTube i Netflix), Rabbit no posseïa els videos visualitzats. Aquests eren accessibles a través d'un ordinador virtual (el Rabbitcast, nomenat anteriorment) amb un navegador, el qual podia ser usat per accedir a altres pàgines web i gaudir del seu contingut. Concretament, el Rabbitcast consistia en un navegador Firefox compartit, propietat de Rabbit, que podria ser vist i controlat per qualsevol membre de l'habitació. A més, el navegador incorporat estava dotat d'un ad-blocker pre-instal·lat.

## Història
Després d'un llançament beta, el qual tan sols podia ser utilitzat per usuaris Apple, la companyia va redissenyar Rabb.it com una web app a l'estiu de 2014. El servei va començar a despuntar, afegint 400.000 usuaris a la fi d'any. El seu creixement va seguir en augment, arribant a comprendre al voltant 3.6 milions d'usuaris actius mensuals, amb una mitjana d'ús de 12.5 hores al mes, de la qual els usuaris més actius aconseguien les 28.5 Al maig de 1930 la companyia va arribar a tenir 30 empleats a tot el món.
Al juliol 2019, la CEO de la companyia, Amanda Richardson, va declarar que la pàgina cessaria operacions pròximament; degut al fracàs d'una ronda de finançament d'VCforçant-li's a retallar personal i començar el tancament del portal. Malgrat l'avís que declarava que tots els treballadors havien abandonat el projecte, el lloc va quedar semi-funcional fins al 31 de juliol 31 de 2019, quan finalment es van tancar els servidors.
Finalment, el de juliol de 2019, es va anunciar que els béns restants (propietat intel·lectual, programari, i diverses patents) havien sigut adquirides per Kast, un altre servei d'streaming.